# Bertrand Chautard
Pour les articles homonymes, voir Chautard.
Bertrand Chautard, né le 4 janvier 1912 à Beaujeu (Rhône) et mort le 24 juin 1998 à Paris 14e, est un homme politique français.

## Biographie
Issu d'une famille de négociants en vins du Beaujolais, Bertrand Chautard travaille, après l'obtention d'une licence en droit, au tribunal de commerce d'Annonay.
Mobilisé en 1939, il s'engage dans la vie politique à la Libération, au sein du Mouvement Républicain Populaire.
En tête de la liste de ce parti pour l'élection de la seconde assemblée constituante en Ardèche en juin 1946, il est élu député. Pendant la courte durée de ce premier mandat, il dépose une proposition de loi visant à abaisser d'un an, à 20 ans, le droit de vote.
Réélu député en novembre 1946, il s'intéresse surtout aux questions relatives aux baux commerciaux, pour lesquelles il fait plusieurs rapports et propositions de loi, et participe activement aux débats.
Il est notamment un des artisans de la loi sur les loyers de 1948.
En 1950, il est aussi chargé de porter la parole du MRP en faveur de la loi d'amnistie pour les faits de collaboration qui est proposée par le gouvernement.
Il quitte cependant la vie politique dès 1951. Il ne se représente pas aux élections législatives, et quitte l'Ardèche pour s'installer à Paris où il exerce la profession de promoteur immobilier.

## Détail des fonctions et des mandats
Mandats parlementaires
- 2 juin 1946 - 27 novembre 1946 : Député de l'Ardèche
- 10 novembre 1946 - 4 juillet 1951 : Député de l'Ardèche